# Stella Iossifowna Wartanjan
Stella Iossifowna Wartanjan (russisch Стелла Иосифовна Вартанян, wiss. Transliteration Stella Iosifovna Vartanjan; * 9. Dezember 1970 in Baku, Aserbaidschanische SSR, geborene Stella Iossifowna Mussijewa) ist eine armenisch-russische Handballspielerin, die für die russische Nationalmannschaft auflief. Nach ihrer aktiven Karriere war sie als Handballschiedsrichterin tätig.

## Karriere

### Als Vereinspielerin
Wartanjan erlernte zwischen 1977 und 1987 das Handballspielen an einer Kinder- und Jugendsportschule in Baku. Anschließend lief sie bis 1990 für den ortsansässigen Verein Avtomobilçi auf. Als es zu Spannungen zwischen Aserbaidschan und Armenien kam und es zur Verfolgung der armenischen Bevölkerung kam, flüchtete sie mit ihrer Familie. Nach einer Einladung von Lewon Akopjan schloss sich die Torhüterin dem Verein Meliorator aus Wolgograd an, wo sie ihre Karriere fortsetzte. Später fusionierte der Verein mit Rotor Wolgograd, mit dem sie 1993, 1995, 1996 und 1999 die russische Meisterschaft, 1995 den Euro-City-Cup sowie 1995 die EHF Champions Trophy gewann. Später lief sie in Spanien für Málaga und Juventud Leganés auf. Aufgrund von Problemen mit ihrem Visa kehrte sie nach Russland zurück und beendete ihre Karriere.

### Als Auswahlspielerin
Wartanjan gehörte dem Kader der russischen Nationalmannschaft an, mit der sie an der Europameisterschaft 1996 und an der Weltmeisterschaft 1997 teilnahm. Weiterhin gewann sie mit der russischen Studentenauswahl bei der Studenten-Weltmeisterschaft 1996 die Goldmedaille.

### Nach der Spielerlaufbahn
Nach ihrem Karriereende war sie bei ihrem ehemaligen Verein, der sich zwischenzeitig in Akwa Wolgograd umbenannt hatte, als Co-Trainerin tätig. Nach einer halbjährigen Amtszeit beendete sie aufgrund ihrer Schwangerschaft diese Tätigkeit. Später war Wartanjan als Handballschiedsrichterin tätig. Mit ihrer Gespannspartnerin Walerija Gussewa pfiff sie Partien in der höchsten russischen Spielklasse, im Europapokal und an Europa- sowie Weltmeisterschaften. Im Jahr 2011 bewarb sich Wartanjan bei der Europäischen Handballföderation, für die sie anfangs als Inspektorin und nach kurzer Zeit als Delegierte tätig war. Die Funktion als Delegierte übt sie zusätzlich beim russischen Handballverband sowie bei der Internationalen Handballföderation aus. Als Delegierte war sie bei den Olympischen Spielen 2016 sowie bei Europa- und Weltmeisterschaften im Herren- und Damenbereich im Einsatz.